# بهرام‌آباد (کازرون)
بهرام‌آباد (کازرون)، روستایی از توابع بخش مرکزی شهرستان کازرون در استان فارس ایران است.

## جمعیت
این روستا در دهستان دریس قرار دارد و براساس سرشماری مرکز آمار ایران در سال ۱۳۸۵، جمعیت آن ۵۷۲ نفر (۱۲۵خانوار) بوده‌است.